# Ahigal de Villarino
Ahigal de Villarino – gmina w Hiszpanii, w prowincji Salamanka, w Kastylii i León, o powierzchni 24,11 km². W 2011 roku gmina liczyła 37 mieszkańców.